# Viesīte
Viesīte é uma cidade na parte ocidental da Letônia. 